# (10760) Ozeki
(10760) Ozeki (1990 TJ3) – planetoida z pasa głównego asteroid okrążająca Słońce w ciągu 3,28 lat w średniej odległości 2,21 j.a. Odkryta 15 października 1990 roku.